# Стеван Марковић (професор)
Стеван Марковић (Љуљаци, код Кнића, 22. септембар 1860 — Београд, 1945) био је српски професор. Он је оснивач Катедре за електротехнику на Београдском универзитету.

## Биографија
Рођен је 22. септембра 1860. у селу Љуљаци код Тополе. Гимназију је завршио у Крагујевцу 1882. године. После тога је уписао Природно-математички одсек Филозофског факултета у Београду и завршио га 1886.
Према тадашњем обичају после завршених студија у Београду уписао је студије физике у Бечу, након завршетка ових студија одбранио је докторску дисертацију Експерименти о трењу између уља и ваздуха у Бечу 1892. године.
Велику прекретницу у Марковићевом стручном развоју одиграло је предавање које је Никола Тесла одржао у Београду 1892. године у Сали Велике школе. Тесла је београдској публици говорио о свом раду у области електротехнике и проналасцима. Марковић је инспирисан овим предавањем, отишао да се стручно усавршава у Лијежу, у Белгији, где је 1893.године специјализирао електротехнику.
Године 1894. Стеван Марковић је постао професор и основао Електротехничку катедру при Инжењерском одељењу Велике школе у Београду.
Занимљиво је да је он написао прве књиге из теоријске физике на српском језику, једна је изашла из штампе 1897, а друга 1907. Превео је и неколико значајних уџбеника из физике и електротехнике међу њима и Термодинамику са теоријом термичких машина Е. Вица која је штампана у два тома 1904. године.
Пензионисан је 1932. после 38 година проведених на месту професора универзитета. Умро је 1945. године.